# 레이븐 소프트웨어
레이븐 소프트웨어(Raven Software)는 위스콘신주 미들턴에 위치한 비디오 게임 개발사이다. 1990년, 브라이언과 스티브 라펠의 두 형제에 의해 설립되었으며, 1997년에 엑티비전에 인수되어 소속회사가 되었다.
쉐도우캐스터를 개발할 때부터 이드 소프트웨어의 게임 엔진을 자주 활용하여 게임을 개발하고 있다.

## 개발한 게임 목록
- Black Crypt (1992)
- 쉐도우캐스터 (1993)
- 사이클론스 (1994)
- 헤레틱 (1994)
  - 헤레틱: 쉐도우 오브 더 서펜트 라이더스 (1994)
- 헥센 (1995)
  - 헥센: 데스킹스 오브 다크 시티델 (1996)
- 네크로도니음 (1996)
- 메이지슬레이어 (1997)
- 테이크 노 프리즈너 (1997)
- 헥센 II (1997)
  - 헥센 II: 포탈 오브 프라에브스 (1998)
- 헤레틱 II (1998)
- 솔저 오브 포춘 (2000)
- 스타 트랙: 보이저 엘리트 포스 (2000)
- 스타워즈 제다이 나이트 II: 제다이 아웃캐스트 (2002)
- 솔저 오브 포춘 II: 더블 헬릭스 (2002)
- 스타워즈 제다이 나이트: 제다이 아카데미 (2003)
- 엑스맨 레전드 (2004)
- 엑스맨 레전드 2: 라이즈 오브 아포칼립스 (2005)
- 퀘이크 4 (2005)
- 마블 얼티밋 얼라이언스 (2006)
- 울펜슈타인 (2009)
- 엑스맨 탄생: 울버린 (2009)
- 싱귤래리티 (2010)